# Henryk Andrzej Kronenberg

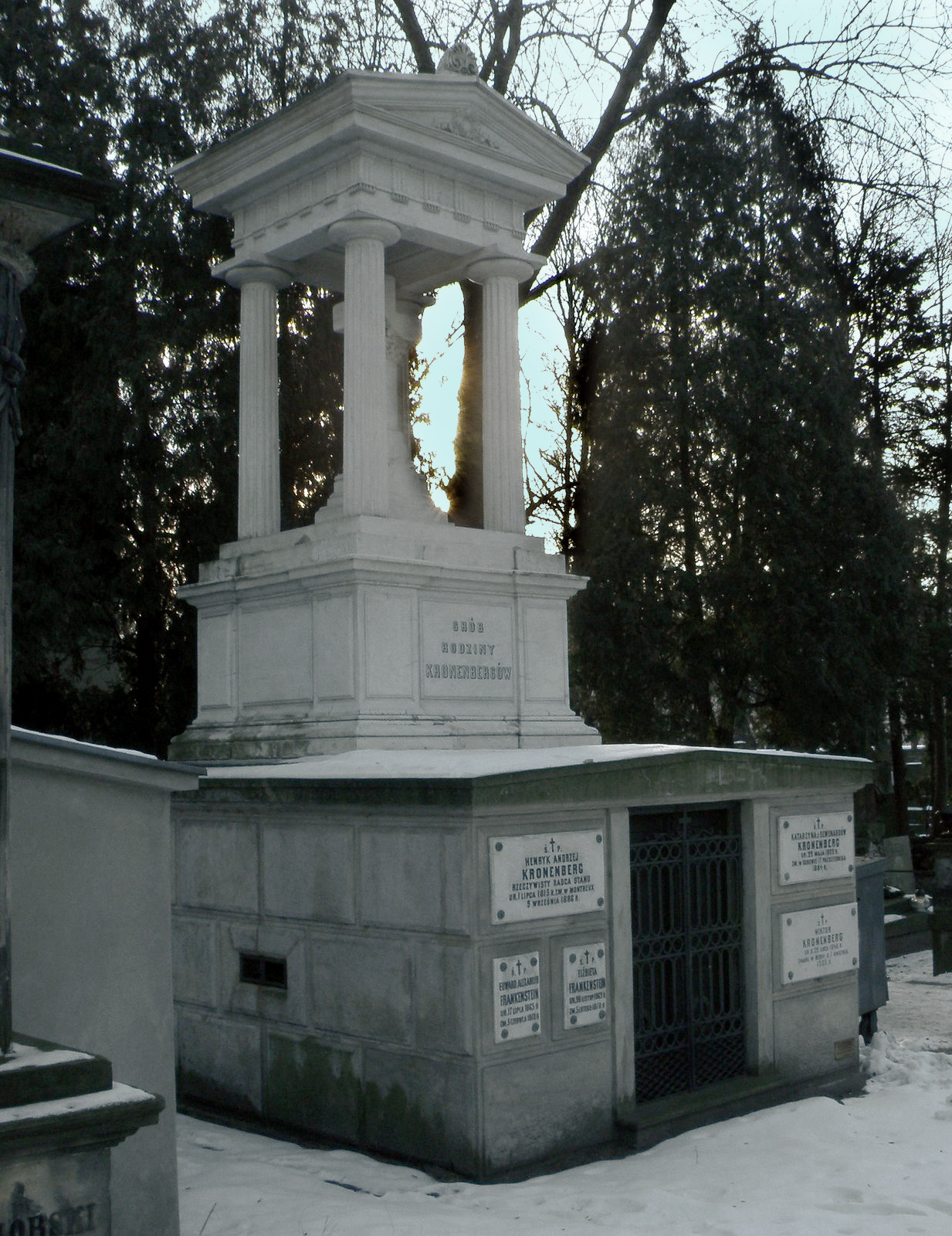
Rodzinny grobowiec Kronenbergów na warszawskich Powązkach

Henryk Andrzej Kronenberg herbu Koroniec (ur. 14 lutego 1813, zm. 9 września 1886 w Warszawie) – polski lekarz żydowskiego pochodzenia.
Urodził się jako syn kupca Samuela Eleazara (1773-1826) i Teresy Lewy (1775-1848). Henryk Andrzej Kronenberg miał siedmioro rodzeństwa: Ludwika, Rozalię, Stanisława Salomona, Dorotę, Marię, Leopolda Stanisława i Władysława Alfonsa.
Był doktorem medycyny lecz nie wiadomo, którą uczelnię medyczną ukończył. Przez pewien czas był naczelnym lekarzem moskiewskiego szpitala dziecięcego. W późniejszym okresie przeniósł się do Warszawy. Został prezesem Rady Opiekuńczej Szpitala Praskiego. W dniu 12 czerwca 1874 otrzymał rangę rzeczywistego radcy stanu. W dniu 4 maja 1875 otrzymał szlachectwo dziedziczne Cesarstwa Rosyjskiego z herbem Koroniec.
Podobnie jak bracia ochrzcił się, przy czym w przeciwieństwie do Stanisława i Leopolda został członkiem kościoła rzymskokatolickiego. Był żonaty z Katarzyną Sévinard (1822-1884), z którą miał czworo dzieci: Wiktora (1840-1905), prawnika, Emilię (1845-1921), żonę przemysłowca Jana Gotliba Blocha, Aleksandrę (1846-1921) i Marię Helenę (1853-1896), żonę Leona Loewensteina.
Został pochowany na cmentarzu Powązkowskim w Warszawie (kwatera 173-4/5-7).